# Stemma del Territorio Britannico dell'Oceano Indiano
(Motto del Territorio Britannico dell'Oceano Indiano)
Lo stemma del Territorio Britannico dell'Oceano Indiano fu adottato nel 1990 in occasione del venticinquesimo anniversario della sua fondazione.
Lo scudo, di blu, presenta una palma e la corona di sant'Edoardo su tre linee ondulate bianche al centro, un sole nell'angolo in alto a sinistra e l'Union Jack in capo. Il cimiero presenta una corona navale d'argento e una torre di rosso sormontata da un'asta e dalla bandiera del Territorio. Due tartarughe marine (una embricata e una verde) fungono da supporti allo scudo. Il cartiglio recita il motto In tutela nostra Limuria, in riferimento al continente leggendario di Lemuria.
La palma e la corona sono altresì presenti nella bandiera del Territorio.